# Кривенко, Иван Илларионович
Иван Илларионович Кривенко (1925—2001) — танкист, участник Великой Отечественной войны, Герой Советского Союза (1945), почётный гражданин Павлодара.

## Биография
Родился 5 июня 1925 года в селе Марковка, ныне сельская зона города Аксу Павлодарской области Республики Казахстан.
До войны окончил тракторные курсы. С 1939 года — тракторист в совхозе «Октябрьский» Качирского района.
Призван Максимо-Горьковским (Качирским) райвоенкоматом в 1942 году.
Механик-водитель танка «Т-34» 1-го танкового батальона 50-й гвардейской танковой бригады (9-й гвардейский танковый корпус, 2-я гвардейская танковая армия, 1-й Белорусский фронт).

### Подвиг
В феврале 1945 года, будучи в засаде, танкисты были атакованы группой танков противника, но мужественно провели бой и уничтожили 2 немецких танка.

### Послевоенные годы
В 1946 году старшина Кривенко демобилизовался и работал в совхозе «Октябрьский» Качирского района бригадиром-трактористом.
С 1966 года на Павлодарском тракторном заводе, начальник автогаража и инженер.
В 1995 году участник юбилейного парада в Москве.

## Награды и звания
- Герой Советского Союза (31.05.1945);
- орден Ленина;
- орден Отечественной войны I степени;
- три ордена Красной Звезды;
- медали.

## Память
- Его именем названа улица в г. Павлодаре (1994).
- Установлен бюст Героя на площади Победы (2001)[3].

### Комментарии
1. ↑  В 1957 — 1992 годах